# Peace Sells... But Who's Buying?
Peace Sells... But Who's Buying? är Megadeths andra studioalbum. Det kom ut i november 1986 och blev ett genombrott inom thrash metal.
Ursprungligen skulle albumet ges ut av Combat Records, ett mindre bolag som gav ut Megadeths debutalbum, men rättigheter köptes upp av det större bolaget Capitol Records. Den ursprungliga versionen har spritts på internet som bootleg. Med det nya skivbolaget blev albumet väl producerat och tillsammans med ett mera sofistikerat låtskrivande anses albumet ha gett Megadeth en plats i "The Big Four of Thrash".
2004 gavs albumet ut på nytt med digitalt förbättrad ljudkvalitet, mixat av Dave Mustaine själv (men det är osäkert om det mixades från Combat- eller Capitol-släppet. Kan också vara så att det var en kombination av båda).
Omslaget är målat av Ed Repka och föreställer en ironisk bild om det kalla kriget föreställande Förenta Nationernas högkvarter efter en atombomb. I täten står Megadeths maskot Vic Rattlehead lutande över en skylt där det står "For Sale" d.v.s. till salu på svenska (på vissa utgåvor står det också "Vic Realtors" på skylten nere i hörnet). Meningen med detta var att Förenta Nationerna är till salu. Titeln på albumet menar att fred är ett populärt tema men om det skulle säljas som en vara skulle ingen faktiskt köpa det. Detta tema är med i titelspåret, med sitt starka tema om ungdomsbesvikelse. Dave Mustaine fick titelidén från en "Reader's Digest Artikel".
Sången "Peace Sells" blev rankad som #11 på VH1:s 40 Bästa Metallåtar och basriffet i början av låten användes i åratal som tema för MTV News och låten kom också med i tv-spelet Grand Theft Auto: Vice City, på radiokanalen Rock år 2002.

## Låtlista
Alla låtar skrivna av Dave Mustaine där inget annat anges.
Sida ett
1. "Wake Up Dead" - 3:40
2. "The Conjuring" - 5:04
3. "Peace Sells" - 4:04
4. "Devil's Island" - 5:05

Sida två
1. "Good Mourning/Black Friday" - 6:41
2. "Bad Omen" - 4:06
3. "I Ain't Superstitious" (Willie Dixon) - 2:46
4. "My Last Words" - 4:47

Bonuslåtar på nyutgåvan från 2004
1. "Wake Up Dead (Randy Burns Mix)" - 3:40
2. "The Conjuring (Randy Burns Mix)" - 5:01
3. "Peace Sells (Randy Burns Mix)" - 4:00
4. "Good Mourning / Black Friday (Randy Burns Mix)" - 6:39

## Medverkande
- Dave Mustaine - gitarr, sång
- Chris Poland - gitarr
- David Ellefson - basgitarr
- Gar Samuelson - trummor